# Führerhauptquartier Bärenhöhle

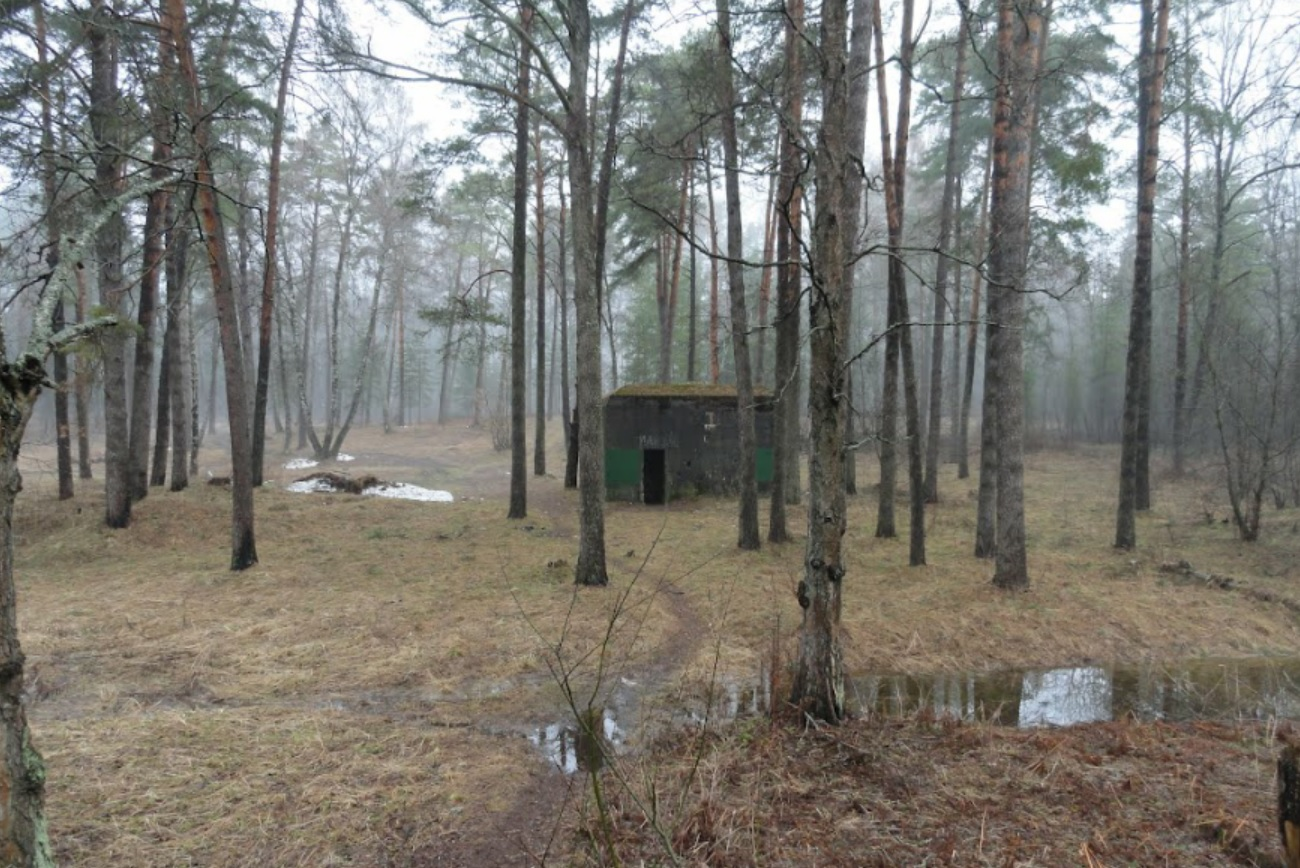
FHQ Bärenhöhle, der im Jahre 2013 noch stehende Eingangsbunker

Lage der Führerhauptquartiere

Das Führerhauptquartier Bärenhöhle war eine Bunkeranlage, die während des Zweiten Weltkriegs in der Nähe von Smolensk in der Sowjetunion gebaut wurde.

## Geschichte
Im Oktober 1941 begannen etwa 950 russische Kriegsgefangene mit 2400 Arbeitern der Organisation Todt die Bunkeranlage 9 km westlich von Smolensk zu errichten. Das Gebiet hatte zuvor als Hauptquartier für die Rote Armee gedient und viele der Anlagen konnten daher wiederverwendet werden.
Es wurden etwa 30 Kasernen und Bunker gebaut. Brunnen wurden gebohrt, Zäune gebaut und Luftabwehr wurde organisiert. Der Bahnhof in der nahe gelegenen Stadt Gnjosdowo wurde erweitert, um Hitlers persönlichem Zug (Führersonderzug) unterzubringen. Eine Umschaltung von Telefon und Telegrafie wurde zur Wolfsschanze hergestellt. Das Hauptquartier erhielt den Codenamen „Bärenhöhle“ und wurde im August 1942 fertiggestellt.
Allerdings passte die Anlage nach Fertigstellung nicht mehr in Hitlers Pläne und wurde stattdessen zum Hauptquartier der Heeresgruppe Mitte.
Am 13. März 1943 wurde das Hauptquartier von Adolf Hitler besucht, der aus dem Führerhauptquartier Werwolf kam und noch am selben Tag zur Wolfsschanze weiterzog. Das Hauptquartier blieb noch bis September 1943 in Betrieb.

### Untersuchung der Anlage 2003
Das Ausmaß der Bunkeranlage ist bislang nicht vollständig bekannt, im Frühjahr 2003 wurde unter der Regionalverwaltung eine Arbeitsgruppe zur Untersuchung deutscher Befestigungsanlagen während der Kriege gegründet. Auf Ersuchen der Kommission übermittelte das Bundesmilitärarchiv 2002 Materialien, die erstmals Einzelheiten zum Bau des Hitler-Hauptquartiers in der Nähe von Smolensk enthüllten.
Aus diesen Unterlagen wurde deutlich, dass die Anlage ausschließlich als Feldwohnung und Arbeitshauptquartier Hitlers gedacht war. Sie bestand aus 42 Sonderräumen und Wohnblöcken. Für Hitler wurden ein neuer Bunker und Wohnblock sowie ein Abstellgleis für den Sonderzug gebaut. Die Größe des für Hitler gebauten Bunkers betrug nur 43 Quadratmeter. Für den Bau waren 900 Kubikmeter Beton erforderlich.
Es wurde berichtet, dass die Untersuchungen auf einer Fläche von 60 Quadratkilometern durchgeführt wurden und mit speziellen Georadargeräten, Bohrgeräten und Baggern durchgeführt wurden. Spezialisten für Zivilschutz und Notfallsituationen untersuchten zusammen mit Militärpersonal der Eisenbahntruppen Meter für Meter das Gebiet, in dem sich vermutlich unterirdische Bauwerke befinden könnten. An den vermeintlichen Eingängen zum unterirdischen Gelände kam es zu mehreren gezielten Explosionen.
Auf der Anlage wurden 2 km Wasserversorgungsleitungen für die Trinkwasserversorgung, 1 km Löschwasserversorgungsleitungen und 1 km Leitungen für die Versorgung mit normalem Wasser verlegt. Zwei 120 Meter tiefe Brunnen wurden mit Trinkwasser gefüllt, aus dem das Wasser gefördert, gereinigt und über zwei Pumpstationen in das Wasserversorgungsnetz eingeleitet wurde. Das Abwasser floss durch einen 3 km langen, frostfreien Kanal zu einer Kläranlage und wurde von dort in den Dnjepr eingeleitet. Der Komplex wurde über eine Hochspannungsleitung und zwei Notstromquellen mit Strom versorgt.
Die Untersuchungen der Gruppe ergaben eine eher bescheidene Bunkeranlage, was jedoch von vielen kritisiert wird, da etliche Dokumente über die Anlage ein anderes Ausmaß behaupten. So auch die Tatsache, dass man für die gefundenen Bunker keine 3450 Arbeiter gebraucht hätte. Der Kommission gehörten Vertreter der Stadt- und Regionalverwaltungen, das Suchteam der Hauptdirektion für Zivilschutz und Notsituationen, das FSB, Archivare und Historiker an.
Mittlerweile finden Smolensker Gräber und Liebhaber der Militärgeschichte in diesem Gebiet regelmäßig verschiedene Bestätigungen dafür, dass sich noch immer ein großes Objekt unter der Erde befindet.